# Erechthias chionodira
Erechthias chionodira är en fjärilsart som beskrevs av Edward Meyrick 1880. Erechthias chionodira ingår i släktet Erechthias och familjen äkta malar. Inga underarter finns listade i Catalogue of Life.

## Bildgalleri

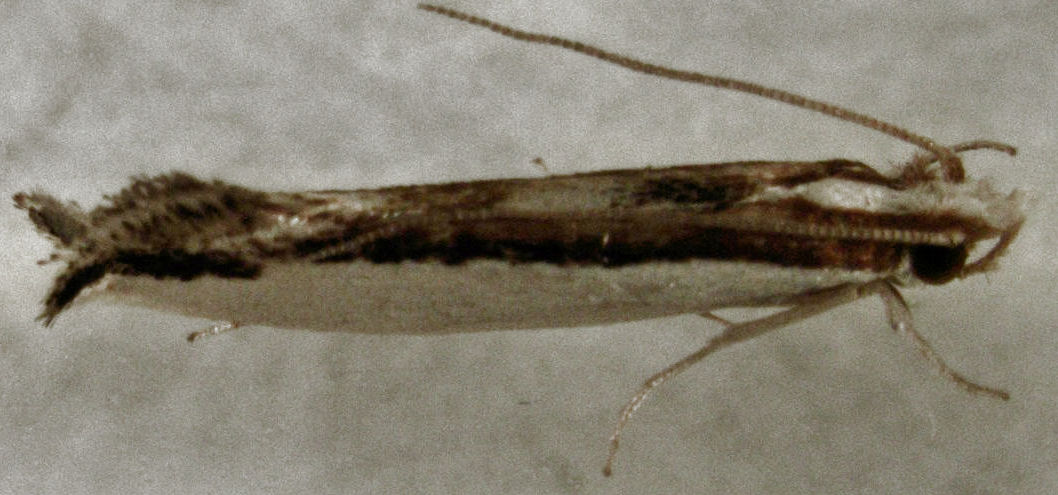
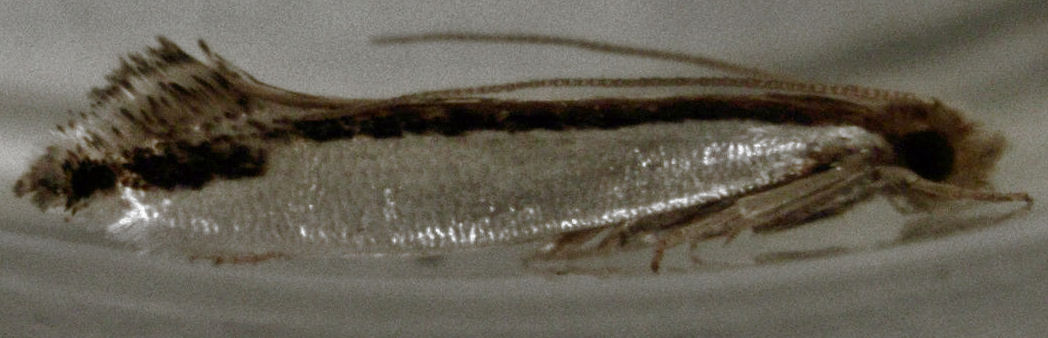
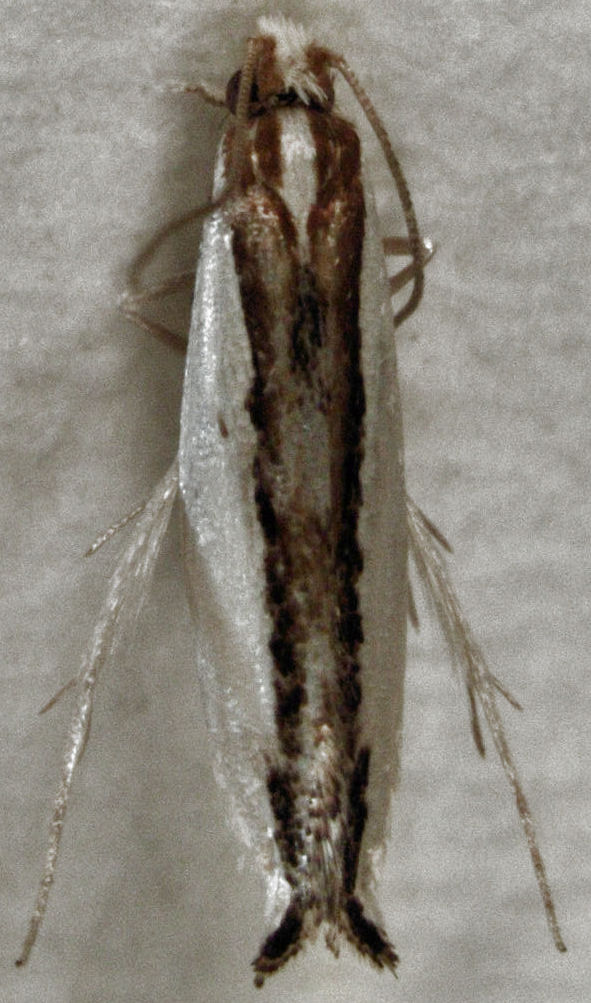